# 如皋市中医院
如皋市中医院，是中华人民共和国江苏省的一所医院，为二级甲等医院，位于如皋市皋市闸桥西路29号。

## 规模
如皋市中医院总床位150张，日门诊量494人次。